# 八ヶ岳美術館
八ヶ岳美術館・原村歴史資料館（やつがたけびじゅつかん・はらむられきしみんぞくしりょうかん、Yatsugatake Museum of Art）は、長野県諏訪郡原村にある村立の美術館である。清水多嘉示による作品の寄贈を契機とし、1980年（昭和55年）に当時では全国的にも珍しい村立美術館として開館。標高1,350mにある。

## 展示物
- 主に原村出身の彫刻家清水多嘉示のブロンズ彫刻、絵画作品や同じく原村出身の書家津金寉仙の書などが常設展示されている。
- また、村内には100近くもの遺跡があり、発掘調査により出土した土器や石器などの考古学遺物を多数所蔵している。国史跡に指定された阿久遺跡や前尾根遺跡、大石遺跡、居沢尾根遺跡など、貴重な資料を美術作品と併せて展示してあり、民俗資料館としての役割も果たす。
- 屋外の周囲を巡る散策路には、清水多嘉示などの彫刻作品や、津金隺仙の自詠詩碑の他、原村立原中学校の生徒が卒業記念で毎年製作するブロンズの彫刻が展示されている[2]。
- 八ヶ岳山麓には様々な芸術家が工房を構え、制作に勤しんでおり、年間を通して、こうした作家を紹介する企画展を開催している。
- 当館で隔年開催され、20年続いた八ヶ岳美術館全国公募展「あなたが選ぶ信州の裂織展」が2024年の節目の10回展をもって最後とする方針を八ヶ岳美術館ホームページにて発表され、展覧会は9月28日から12月8日まで開催された[3]。

## 施設
- 美術館の建物は建築家・村野藤吾の設計で、ドームが連続しているユニークなデザインで、曲面には彫刻を、平面には絵画を配して鑑賞する特別な空間として設計されている。天井にはレースのカーテンが吊るされることによって、落ち着いた柔らかな明かりになっている。村野藤吾晩年の傑作である空間も作品として楽しめる[2]。

## アクセス
- 車では中央自動車道、諏訪南インターから8km、鉢巻道路（県道484号線）沿い、小淵沢インターから14km
- バスでは、茅野駅、富士見駅から、季節や曜日により変動あり。
- 夏季のみ、小淵沢-八ヶ岳美術館の直行バスあり。

## 近在の施設
- 八ヶ岳自然文化園
- 八ヶ岳中央農業実践大学校
- 種苗管理センター八ヶ岳農場